# Damageplan
Damageplan est un groupe de nu metal américain, originaire de Dallas, au Texas. Le groupe est actif entre 2003 et 2004. À la suite de la disparition de leur groupe Pantera, les frères Dimebag Darrell et Vinnie Paul Abbott voulaient commencer un nouveau groupe. Ils recrutent donc Pat Lachman du groupe Halford et Bob Kakaha. Damageplan publie son premier et unique album, New Found Power aux États-Unis le 10 février 2004.
Alors que Damageplan fait la promotion de l'album lors d'un concert le 8 décembre 2004, un ancien marine nommé Nathan Gale est monté sur scène et tue Darrell, deux membres de l'équipe technique du groupe et un spectateur. Gale est ensuite abattu par un officier de police.

## Biographie

### Formation
En 2003, le guitariste Dimebag Darrell et le batteur Vinnie Paul Abbott font face aux difficultés que rencontrent le groupe de heavy metal Pantera. Après la sortie en 2000 de l'album Reinventing the Steel de Pantera, Anselmo et le bassiste Rex Brown commencent à se consacrer à des projets parallèles sans enregistrer de nouvelles chansons de Pantera, et Darrell et Vinnie continuent à écrire de la musique. Pour eux, il était temps d'aller de l'avant, après la séparation de Pantera.
Une démo de la chanson Crawl est envoyée à l'ancien guitariste de Halford Pat Lachman qui a auditionné comme chanteur. Lachman est recruté et New Found Power est formé au début de 2003 avec l'ancien guitariste de Jerry Cantrell, Shawn Matthews, d'abord à la basse, qui sera remplacé après l'album par Bob Zilla,. Pendant les écritures, Vinnie révèle ; « il n'y avait aucune limite... on a essayé de diversifier », et Darrell explique qu'« on a essayé de repousser les limites. » Le groupe change de nom pour celui de Damageplan et décide de publier un premier album, New Found Power.

### New Found Power
Le single Save Me est diffusé à la radio américaine le 26 janvier 2004 et le premier album du groupe, New Found Power, est publié le 10 février 2004 aux États-Unis. L'album est enregistré dans au studio Chasin' Jason d'Arlington, au Texas, dans lequel étaient enregistrés les albums de Pantera. Abbott explique que « chacun y a contribué à 100 % de ses capacités », ce qui n'était pas le cas avec Anselmo au sein de Pantera. Corey Taylor de Slipknot, Zakk Wylde de Black Label Society et Jerry Cantrell d'Alice in Chains participent aux chansons Fuck You, Soul Bleed, et à la chanson bonus Ashes to Ashes respectivement, et Sterling Winfield se charge de la coproduction.
New Found Power compte 44 676 exemplaires vendus la première semaine, et débute 38e du Billboard 200. L'album est accueilli de manière mitigée par la presse spécialisée ; Christine Klunk de PopMatters commente : « Je ne suis pas intéressée le moins du monde par ce groupe, ou peu importe ce qu'ils pensent être, qui agressent les auditeurs », tandis que Johnny Loftus d'AllMusic le considère comme « un nouveau commencement qui pulse. »
Le guitariste et chanteur d'Alice in Chains, Jerry Cantrell, est invité à une célébration de Thanksgiving par les deux frères. Darrell et Vinnie possédaient une démo écrite intitulée Ashes to Ashes pour laquelle Cantrell portera de l'intérêt. Le groupe entre en studio avec Cantrell pour enregistrer Ashes to Ashes. Bien qu'elle n'ait été terminée à temps pour New Found Power, la chanson est incluse sur la version japonaise de The Punisher: The Album. En soutien à New Found Power, le groupe tourne avec Hatebreed, Drowning Pool, et Unearth au Headbangers Ball.

### Meurtre de Dimebag Darrell
Le 8 décembre 2004, le groupe se lance en tournée à l'Alrosa Villa, une boîte de nuit située à Columbus, dans l'Ohio. Pendant un concert, Nathan Gale, un ancien marine, monte sur scène et tire sur Dimebag Darrell à de multiples reprises. Jeffery « Mayhem » Thompson, chargé de la sécurité du groupe, s'engage dans un corps à corps avec Gale, permettant à Vinnie Abbott et aux autres membres de s'échapper ; Thompson est tué. Un fan nommé Nathan Bray, qui tentait un massage cardiaque sur Thompson et Darrell ; et Erin Halk, un marine devenu roadie qui attaquera Gale pendant qu'il rechargeait son arme, sont aussi tués.  À l'arrivée de la police, un agent nommé James Niggemeyer s'approche de la scène, et aperçoit Gale menaçant un otage avec son arme. Niggemeyer le tue avec une seule balle dans la tête. Quinze coups de feu ont été tirés par Gale,.
L'enquête ne parvient pas à démontrer les raisons de cette attaque ; cependant, la mère de Gale révèle qu'il souffrait de schizophrénie paranoïde et qu'il était persuadé que les frères volaient son identité. Elle ne saura jamais si son fils avait pris ses médicaments, mais était fière de son service à l'armée et du certificat qu'il en avait obtenu, bien qu'elle lui ait offert le Beretta 92F qui ait servi à la fusillade. Le major Jason Johnston, un porte-parole de la marine au Pentagone, sera incapable de commenter l'obtention du certificat de Gale,,.
Une fondation appelée The Dimebag Darrell Memorial Fund est lancée après l'incident, pour mobiliser les soins de John Brooks et de l'agent artistique du groupe, Chris Paluska, blessés pendant l'attaque. L'enterrement public de Darrell prend place le 14 décembre 2004 à la Arlington Convention Center d'Arlington. Quelques musiciens rendent hommage à Darrell, notamment, sur scène.

### Événements post-meurtre
En 2005, le manager de Damageplan, Paul Bassman, révèle qu'un album était presque achevé avant la mort de Darrell. Des rumeurs circulent selon lesquelles un autre album serait publié, mais aucune annonce officielle n'est faite.
Après le 8 décembre 2004, Abbott ne se sent pas de continuer la musique. Il est invité à se joindre à Hellyeah, qui comprend les membres de Mudvayne et Nothingface, mais décline l'offre. Cependant, le bassiste Jerry Montano appellera plusieurs fois Abbott et acceptera.

## Style musical et thèmes
Damageplan incorpore des éléments musicaux de heavy metal, post-grunge, metalcore et death metal. Leur style musical est principalement décrit comme du nu metal,. La grande majorité des paroles ont été composées par la coopération des frères Abbott et de Lachman. La plupart des thèmes abordés traitent de l'expérience personnelle des frères. Il y a parmi ces thèmes celui de leur nouvelle vie depuis la fin de Pantera, dans les titres Reborn, Wake Up et Breathing New Life.

## Membres

### Derniers membres
- Dimebag Darrell – guitare (2003–2004 ; décédé en 2004)
- Pat Lachman – chant (2003–2004)
- Bob Zilla – basse (2003–2004)
- Vinnie Paul Abbott – batterie (2003–2004)

### Ancien membre
- Shawn Matthews - basse (2003)

## Discographie
- 2004 : New Found Power